# José Reyes et Los Reyes
José Reyes e(t) Los Reyes war eine Musikergruppe aus der Camargue in Südfrankreich.
Ihr Gründer war José Reyes, er spielte mit seinen Söhnen (Nicolas, Canut, Patchaï, André, Pablo) und seinem späteren Schwiegersohn Chico Bouchikhi. Ein erstes, gleichnamiges Album erschien 1974. Als weitere Alben erschienen Gitan Poète (1977) und L 'Amour d’un Jour (1978). Die Musiker spielten parallel auch bei den „Gipsy Kings“.
Nach dem Tod von José Reyes (†) nannten sie sich nur noch Los Reyes und spielten in unterschiedlichen Besetzungen. Es entstanden Alben wie Tarot (1991) und Pasión (1993).
Die Gruppe Los Reyes existiert aber weiter, allerdings spielen hier jetzt die Musiker der zweiten und dritten Generation.